# Сан Николо (Сондрио)
Сан Николо је насеље у Италији у округу Сондрио, региону Ломбардија.
Према процени из 2011. у насељу је живело 2742 становника. Насеље се налази на надморској висини од 1335 м.